# Classe Foxtrot
Pour les articles homonymes, voir Foxtrot.
La classe Foxtrot est le code OTAN pour une classe de sous-marins soviétiques à propulsion diesel-électrique. La désignation soviétique de cette classe était Projet 641.

## Genèse
La classe Foxtrot a été construite pour remplacer l'ancienne classe Zulu qui souffrait de faiblesses structurelles. Le concept des sous-marins de la classe Foxtrot a été développé dès 1953 par le bureau d'étude Rubin à partir des expériences et données de la construction navale allemande, tombées dans les mains soviétiques après la capitulation de l'Allemagne. Les sous-marins de ce type ont été mis en chantier entre 1954 et 1981. Le premier prototype portant le numéro Projet 641 fut lancé le 28 décembre 1957 sur les chantiers de Sudomekh à Saint-Pétersbourg.
Les sous-marins de la classe Foxtrot étaient en mesure d'opérer sans interruption à grande profondeur durant 4 jours. Ensuite, ils étaient contraints de remonter jusqu'à 7 m, profondeur permettant l'utilisation du schnorchel afin de renouveler l'air et de recharger les batteries. À ce moment les sous-marins étaient facilement détectables. Les sous-marins restaient normalement en mer durant 90 jours, ensuite ils devaient subir une révision d'entretien.

## Description générale
Le Foxtrot pouvait embarquer 22 torpilles : 18 à l'avant et 4 à l'arrière. Les torpilles pouvaient être remplacées par 44 mines navales. Les tubes de lancement des torpilles étaient utilisés pour la mise en place des mines. Une cargaison combinée de mines et de torpilles était possible également.
L'équipage comptait, pour la marine soviétique, 75 hommes, soit 12 officiers, 12 sous-officiers, un commissaire politique et 50 matelots.

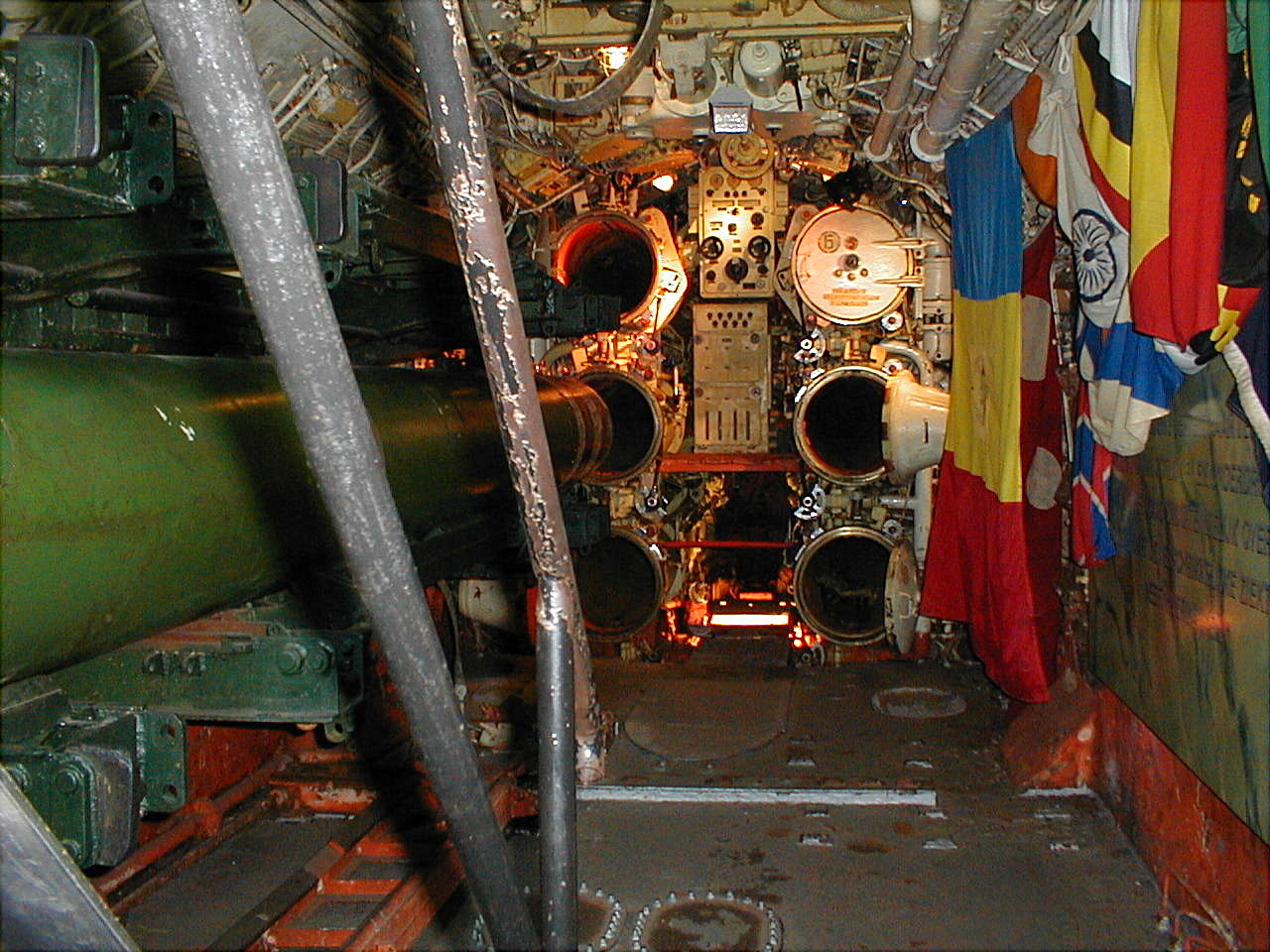
Salle des torpilles avant
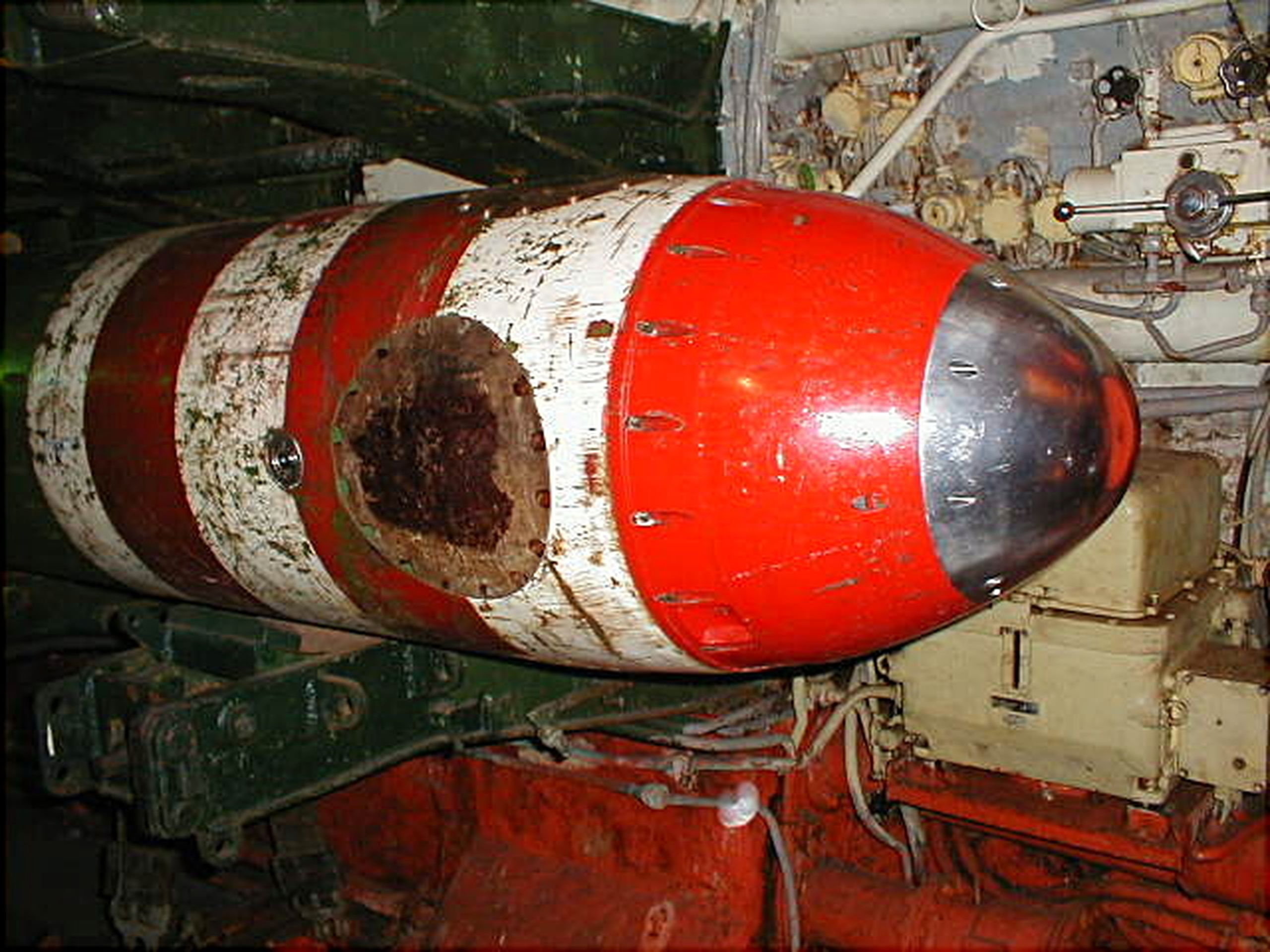
Une torpille
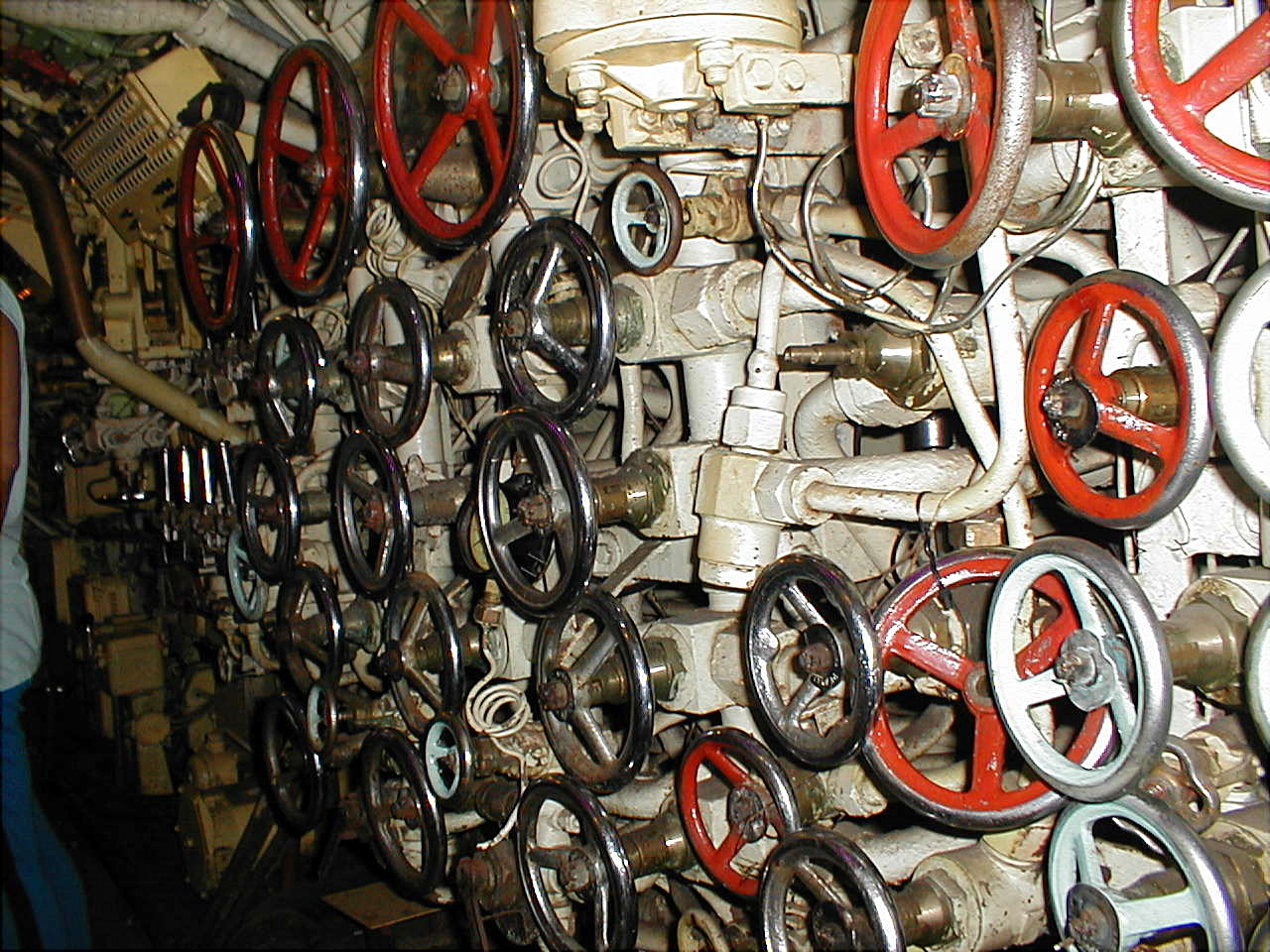
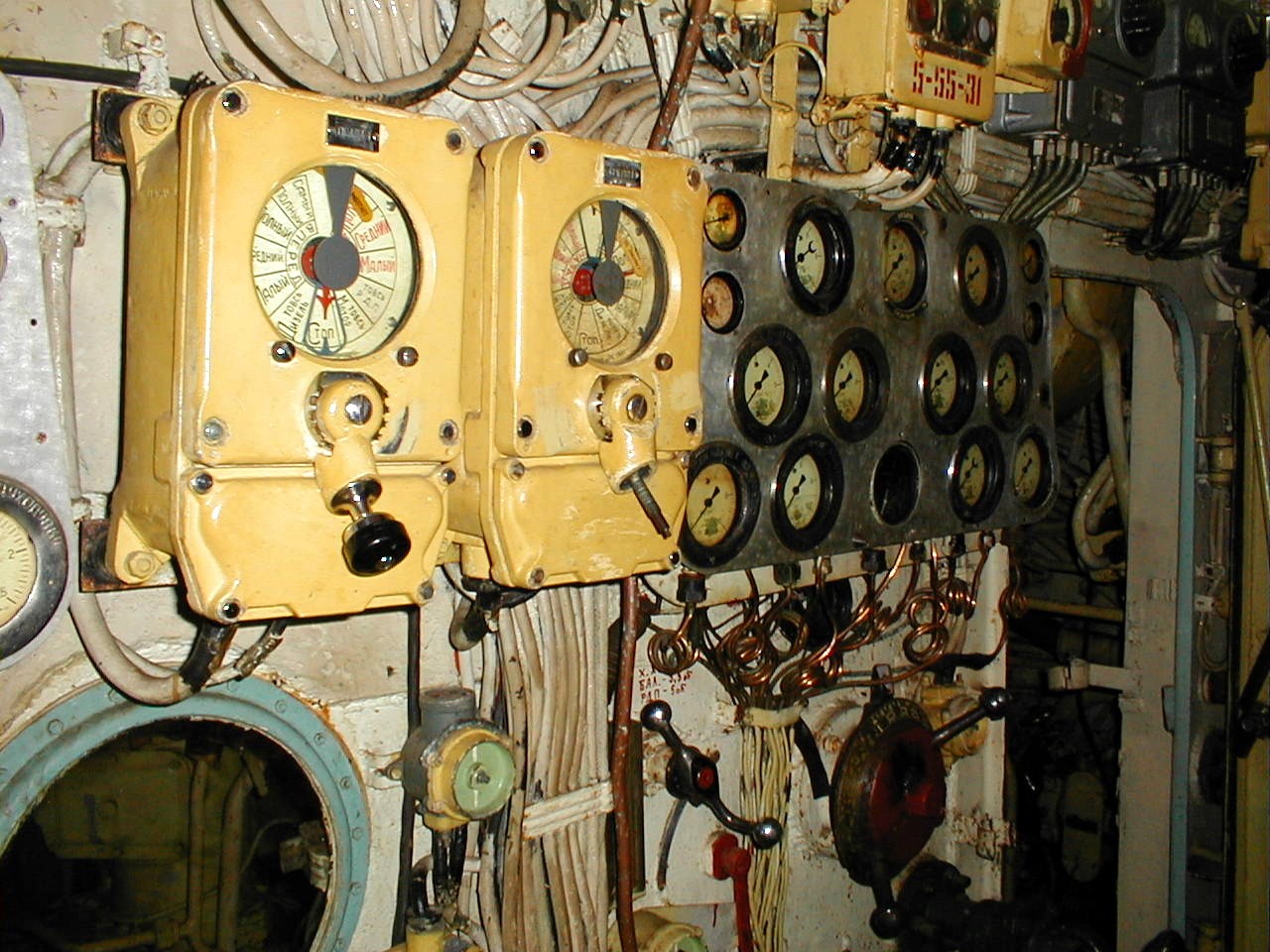
Commandes du sous-marin
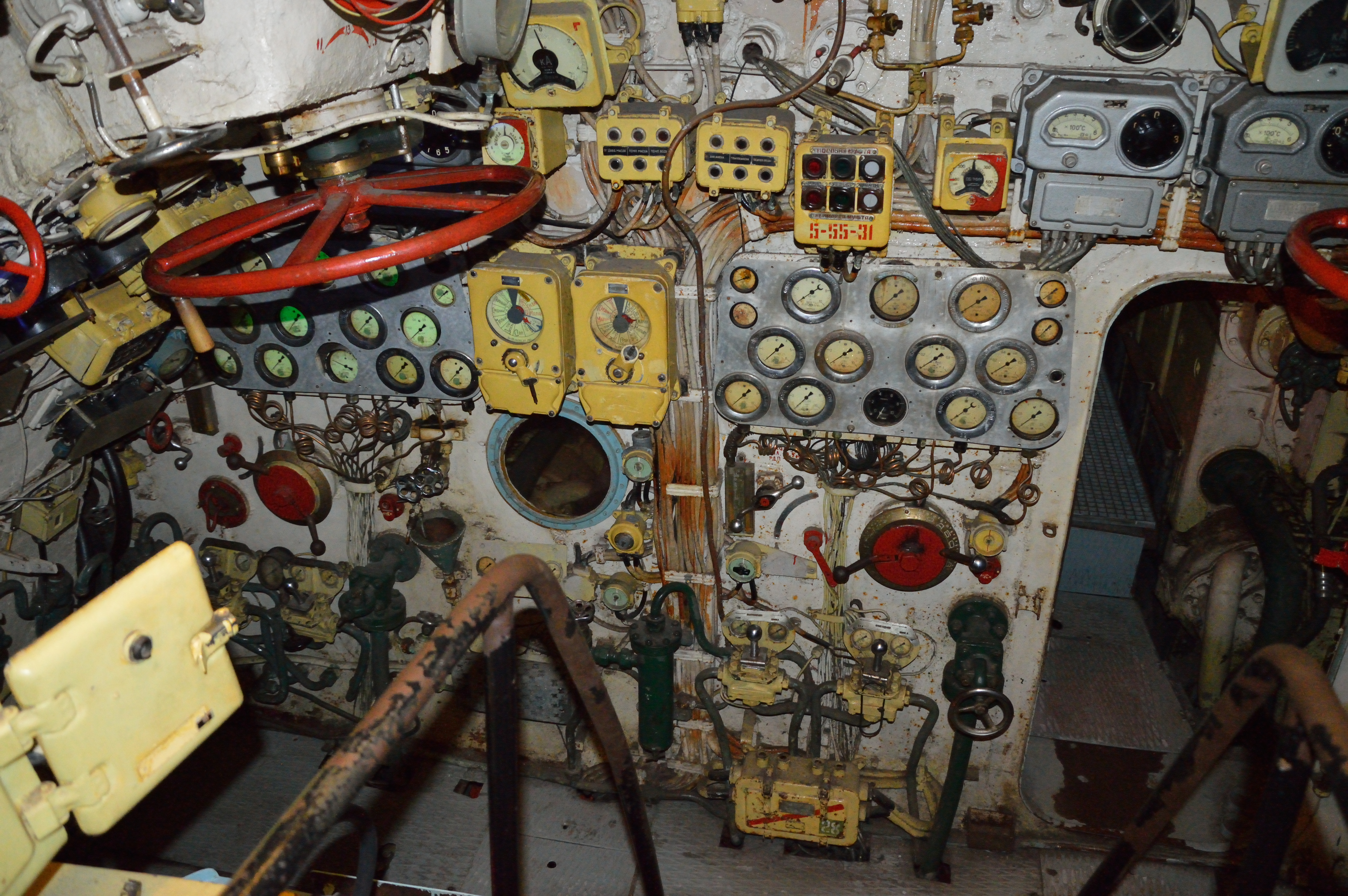
Instruments de mesure d'un sous-marin B-21, OTAN Foxtrot 486.

## Production
75 furent construits, entre 1957 et 1983 dans les chantiers navals de Leningrad aujourd'hui Saint Petersbourg, sous le nom de Projet 641 dont 20 furent exportés (3 à Cuba, 8 en Inde, 6 en Libye, 2 en Pologne et 1 en Ukraine). Des modifications apportées à la propulsion et à l'équipement électronique ont mené à la création des numéros 641L et 641K.

## Statut actuel de la classe
Les sous-marins de la classe Foxtrot ont navigué pour la marine russe jusqu'en 1994. Ceux-ci ont été déclassés entre 1995 et 2000. Certains sous-marins russes ont continué à naviguer pour la Pologne, la Corée du Nord et l'Ukraine et peut-être encore d'autres pays.
Le dernier sous-marin de classe Foxtrot en service dans la marine indienne, l'INS Vagli a été retiré du service le 21 juillet 2010.

## Musées
Plusieurs Foxtrot conservés pratiquement dans leur état d'origine et donnant une image de la vie et des activités à bord ont été aménagés comme musées, notamment :
- le B-39 au musée maritime de San Diego à San Diego, Californie ;
- le B-143 au parc à thème maritime Seafront à Zeebruges, Belgique ; Démantelé à Gand en 2019[3].
- le B-413 au Musée océanographique à Kaliningrad, Russie ;
- le B-427 au RMS Queen Mary à Long Beach, Californie ;
- le B-440 à Vytegra, Russie ;
- l'INS Kursura à Rama Krishna Beach, Visakhapatnam, Inde ;
- Sydney, Australie ;
- Londres, Royaume-Uni.

## Culture populaire
- Dans le premier épisode de la quatrième saison de Stargate SG-1, les Réplicateurs envahissent un sous-marin russe de la classe Foxtrot, le Corbeau[4],[5].
- Le film Black Sea a été tourné dans un sous-marin similaire.